# Ulrik Plesner
 For alternative betydninger, se Ulrik Plesner (flertydig). (Se også artikler, som begynder med Ulrik Plesner)
Ulrik Adolph Plesner (født 17. maj 1861 i Vedersø, død 22. november 1933 i Skagen) var en produktiv og stilskabende dansk arkitekt, der afgørende satte præg på perioden med nationalromantik og nybarok i tiden omkring 1. verdenskrig. Han var bror til pædagogen Joh. Plesner.

## Uddannelse
Han blev født på Vedersø Præstegård i Vestjylland, hvor senere digterpræsten Kaj Munk residerede, af forældrene sognepræst J.F. Plesner og hustru f. Hastrup. Han var således en del af den generation af arkitekter, der kom fra kirkelige miljøer – Martin Borch, Martin Nyrop m.fl. Den enkle byggeskik som der er fremherskende, med tætte, sluttede bygningskroppe i røde kulbrændte mursten, hvidtede gesimser og bånd, blev en stærk inspirationskilde for den unge arkitekt, tillige med arkitekten H.B. Storcks mere barokke arbejder og engelsk inspirerede arkitektur.
Plesner tog udvidet præliminæreksamen juni 1878, var murerlærling 2 somre; tog afgang fra Teknisk Skole i København september 1883 og gik på Kunstakademiets Arkitektskole i almindelig forberedelsesklasse fra maj 1880. Han tog afgang januar 1893 og var ansat som konduktør for Hans J. Holm ved restaureringen af Ålholm, udførte opmålinger for Akademiet og H.B. Storck.

## Karriere
Den unge Ulrik Plesner gjorde sig første gang bemærket med færdiggørelsen af den første tilbygning til det senere så berømte Brøndums Hotel i Skagen i 1892.
En stor del af Plesners virke kom til at foregå i Skagen, hvor han også boede i lange perioder og var et skattet medlem af den berømte kunstnerkoloni. Også sognerådet i Skagen brugte ham som æstetisk censor ved alle nybyggerier. Han var yderst respekteret af sine arkitektkolleger for den måde, han greb sine opgaver an på, og i den forbindelse kom han til at spille en vigtig rolle i opgøret med periodens byggestil; historicismen.
Plesners gode ven Thorvald Bindesbøll gav ham interesse for jugendstilen og i flere tilfælde leverede Bindesbøll facade- og interiørdekorationer til Plesners bygninger, eksempelvis Esbjerg Posthus og Brøndums Hotel i Skagen. Han samarbejdede også flere gange med den jugendinspirerede Aage Langeland-Mathiesen.
Plesners store betydning lå måske mere i den retning, han gav udviklingen, end i den kunstneriske værdi af hans arbejder, selv om der også blandt disse findes fortræffelige ting. Til hans betydning for udviklingen bidrog det yderligere, at han var accepteret både af den ældre og den yngre arkitektgeneration. I den borgerlige, engelsk og barokt prægede reaktion, der omkring 1904 satte ind mod det føleri og den overdrevne individualisme, som efterhånden havde bredt sig inden for arkitekturen, indtog han en fremskudt plads. Hans djærve og friske opfattelse betød en fortsættelse af frigørelsen fra historicismen. Således skal Plesner (ligesom hans ven P.V. Jensen Klint) ikke have benyttet skitser som motiver, men arbejdet umiddelbart med Opgaven. På arkitekturskolen mente han ikke, han havde lært noget. Derimod vedkendte han sig sin gæld til H.B. Storck. Allerede med sine karnaphuse på Åboulevarden gav han københavnsk boligbyggeri en impuls af største betydning. Meget beundrede var også hans store villaer, stærkt plastisk udformede over en uregelmæssig grundplan, f.eks. P.S. Krøyers, Bergensgade 10. Til det bedste i Plesners produktion hører også mange af hans mindre Huse: Brøndums Hotel (en bedrift i 1892 at bygge et hotel så enkelt), villaer, havnebygningen i Skagen, små jernbanestationer, som han også byggede som huse, ikke med et halvofficielt, stilistisk præg. Plesner arbejdede også i historiske stilarter (Esbjerg Posthus, alderdomshjemmet i Ringkøbing), i palæstil (herregården Rohden) samt i tidens moderne, let Jugend-prægede retning (de blødt svungne gavle på Ringkøbing Kommuneskole og Kvindelig Læseforening). Hans arbejderhuse på Mariendalsvej, hvori der også var tysk indflydelse, var med hensyn til rationel indretning langt forud for deres tid.
Plesner var medarbejder hos stadskonduktøren i Københavns Kommune ved anlægget af Guldbergsgade og det meste af Bryggervangen, han var også medlem af Akademiraadet 1911-29 og censor ved Charlottenborg Forårsudstilling 1917-20. Han modtog Stoltenbergs Legat 1900-01 og 1901-02 og blev udnævnt til æresmedlem af Akademisk Arkitektforening 1931. Han blev Ridder af Dannebrog 1914 og Dannebrogsmand 1928. Ulrik Plesner var ugift og ligger begravet på kirkegården i Skagen.
Gengivelser af Plesner: Pastel af Anna Ancher (Skagens Museum). Maleri af N.P. Mols (Brøndums Hotel). Portrætteret på P.S. Krøyer: Skagens Jægere 1898 (ARoS Aarhus Kunstmuseum, kompositionsskitser i Skagens Museum og i privateje). Tegning af P.S. Krøyer 1889.

## Værker
- Vittenbjerggård ved Ejby (1888)
- Algade 12, Store Heddinge (1889)
- Nørregade 54, Køge (1895)
- Johannes Larsens hus, Kerteminde (1899-1900, senere udvidet af Carl Petersen, museumsbygning af Poul Ingemann og Kristian Isager 1989-90)
- Hovedbygning og pavillon ved avlsgården, herregården Rohden ved Stouby (1900)
- Skole med lærerboliger i Rørdal (1905)
- Roskilde Folkehøjskole (1907)
- Høsterkøb Kirke ved Hørsholm (1907-08)
- Post- og Telegrafbygning, Torvet 20, Esbjerg (1907-08, udsmykning af Thorvald Bindesbøll, fredet 1983)
- Asmildkloster Landbrugsskole ved Viborg (1908)
- Villa Humlen, Kystvej 11, Humlebæk (1908)
- Frederiksborg Valgmenighedskirke (1909, klokkestabel sammen med Th. Ridder)
- Kro og mejeri, Stationsbyen, Landsudstillingen i Århus (1909, sammen med J. Jespersen, nedrevet)
- Thomas Johnson og Hustrus Stiftelse, Øster Voldgade, Fredericia (1910, sammen med Hans Chr. Steen)
- Plantørbolig, Tornby, Hirtshals (1910)
- Sommerhus, Frederikværksvej 158, Ramløse (1912)
- Villa, Rungstedvej 3, Hørsholm (1914)
- Holstebro Alderdomshjem, Holstebro (1915, sammen med Kristian Jensen, udvidet 1920)
- Villa, Rungstedvej 87, Hørsholm (1915)
- Uhre Filialkirke ved Brande (1917-20)
- Udvidelse af Frederikshavns Bank, Jernbanegade 4, Frederikshavn (1926)
- Regulering af Kirkepladsen i Frederikshavn (1926-31)
- Stationsbygningerne i Sønderbæk, Hammershøj, Ørum og Vejrumbro på Mariager-Faarup-Viborg Jernbane (1927)
- Vrensted Præstegård, Løkken (1928)
- Fiskepakhus, Hirtshals (1929)
- Rørdal Kirke (1929-30)

### Værker i Skagen og omegn
- Udvidelse af Brøndums Hotel, Anchersvej 3 (1892, udvidet 1897 og 1909, ene længe nedbrændt, resten fredet)
- Havnemesterboligen, Skagen Havn (1905, fredet)
- Lods- og Havnevæsenets bygning (1905)
- Teknisk Skole (1906)
- Købmandsgård, nu Hotel Plesner, Holstvej 8 (1906, fredet)
- Kordegnebolig, Havnepladsen 12 (1907)
- Hus for Hakon Børresen, Chr. X's Vej 82 (1910, fredet)
- Sommerbolig, Frederikshavnsvej 18 (1912)
- Butik og bolig, Skt. Laurentiivej 14 (1912)
- Tilbygning til Michael og Anna Anchers hjem, Anchers Hus, Markvej 2 (1913-14, fredet)
- Klitgaarden i Skagen (1914, fredet)
- Brøndums Strandhotel, Admiralsgården, Østre Strandvej (1915, fredet)
- Skagen Sygehus, Hans Baghs Vej (1916, 1923)
- Sommerboliger Rolighedsvej 4 (1917) og Toldergårdsvej 19 (1917)
- Sommerhus, Rolighedsvej 8 (1917-18, fredet)
- Skagen Bank, Skt. Laurentiivej 39 (1918)
- Villa, Holstvej 16 (1918)
- Atelier og bolig, Skt. Laurentiivej 17 (1919)
- Ligkapel på Skagen Kirkegård, Chr. X's Vej (1922)
- Stationsbygninger m.m. på Skagensbanen, bl.a. Strandby og Højen (1924)
- Villa, Østre Strandvej 43 (1924)
- Den Svenske Sømandskirke (1925, sammen med Gustaf Ljungman)
- Sommerbolig, Gl. Kirkesti 8 (1926, fredet)
- Sommerbolig, Østre Strandvej 57 (1927)
- Skagens Museum, Brøndumsvej 3 (1928)
- Ventesalsbygning, Grenen (1933)
- Ålbæk Station, Skagensbanen (1933)

### Værker i København
- Åhusene, Åboulevard 12-14 (kun facade) (1896-97) og 16-18 (1898, alle fredet)
- Villa, Bergensgade 10 (1897, for P.S. Krøyer, ombygget 1913)
- Villa, Bjerregårds Sidevej 5 (1897)
- Villa, Hjalmar Brantings Plads 5 (1899-1901)
- Villa, Antoinettevej 1 (1899, senere tilbygning ved vestgavl)
- Villa, Bjerregårdsvej 10 (1900)
- Fredensbro, Sortedams Sø (1902, delvis efter Plesners tegning, nedrevet)
- Arbejderboliger, Mariendalsvej 62-64, Frederiksberg (1905)
- Gammeltorv 8-10, København (1905-06, udsmykning af facaden efter tegning af Thorvald Bindesbøll)
- Beboelsesejendommen Vodroffslund, Vodroffsvej 37-43/Danas Plads 11-13, 10-20/Carl Plougs Vej 8/Vodroffslund 1-3 (1906-09, sammen med Thorvald Bindesbøll)
- Beboelsesejendommen Vodroffshus, Svend Trøsts Vej 12/Danasvej 22-24/Carl Plougs Vej 7 (1908, præmieret, sammen med Aage Langeland-Mathiesen)
- Studenterforeningen, H.C. Andersens Boulevard 6 (1909-10, 1. præmie 1909, sammen med Aage Langeland-Mathiesen, totalt ombyggget)
- Kvindelig Læseforening, nu Det Berlinske Officin, Gl. Mønt 1 (1910, sammen med Aage Langeland-Mathiesen)
- Livsforsikringsselskabet Hafnia, nu SEB, Holmens Kanal 9 (1910-12, præmieret, totalt ombygget og interiøret fjernet 2012)[2]
- Villa, Jacobys Allé 23 (1913)
- Hjørneejendom, Jacobys Allé 12/Schlegels Allé 9-11 (1913, sammen med Valdemar Dan)
- Villa, Schlegels Allé 9 (1914)
- Østifternes Kreditforening, Jarmers Plads 2 (1914-16, sammen med Valdemar Dan, nedrevet 1954)
- Beboelsesejendom, Sønder Boulevard 106-108/Enghavevej 67-69/Stenderupgade 6-10/Enghave Passage 1-6 (1917-18, sammen med Aage Langeland-Mathiesen)
- Sønder Boulevard/Bodilsgade/Ingerslevsgade/Palnatokegade (1919-20, sammen med Aage Langeland-Mathiesen)
- Husvildeboliger Smyrnavej 9-13 (1922, sammen med Aage Langeland-Mathiesen)
- Grækenlandsvej 40-46 (1922, sammen med Aage Langeland-Mathiesen)

### Værker i Ringkøbing og omegn
- Dommerbolig, Kongevej 10 (1905)
- Aldershvile, Kongevej 55 (1907)
- Driftsbestyrerbolig for Ringkøbing-Ørnhøj-Holstebro Jernbane, senere Ringkøbing Kommuneskole og udvidet, I.C. Christensens Allé 5 (1911)
- Stationsbygninger m.m. på Ringkøbing-Ørnhøj-banen (1911)
- Elmely, Vinkelvej 4, Grønbjerg - bygget til konsul Laursen i Ringkøbing[3]
- Ringkøbing og Omegns Sparekasse, Østergade 9 (1913)
- Butik og bolig, Vestergade 2 (1913)
- Nørrehus, Biograf, Bolig og butikker, Nygade 21 (1913)
- Stationsbygninger m.m. på Ørnhøj-Holstebro-banen (1925)

### Restaureringer og ombygninger
- Højskolehjem i Ringkøbing (1906)
- Dommer- og Politikontoret i Skagen (1909)
- Skagen Kirke (1909-10, også udvidet)
- Skagen Station (1914, 1925)
- Udvidelse af Landsforeningen Arbejdet Adlers arbejderkoloni ved Vrads (1914-17)
- Nyt tårn til Lyne Kirke (1928, sammen med Kr. Jensen)

### Dekorative arbejder
- Gravmæle for vekselerer Laurids Bing, 1903 (Mosaisk Vestre Begravelsesplads, København)
- Væglampetter i Viborg Domkirke (1911)

### Projekter
- Bygning for Forsikringsselskabet "Danmark" i København (1900)
- Islands Brygge (1907, præmieret, sammen med Aage Langeland-Mathiesen)
- Kirke i Rønne (1908, sammen med Th. Ridder)
- Gadeplaner i København (1909, sammen med Aage Langeland-Mathiesen, 3. præmie, ingeniører Frandsen og landskabsgartner A. Hansen)
- Alderdomshjem for arbejdere (1913, præmieret, sammen med Hans Chr. Steen)
- Politi- og brandstation på Frederiksberg (1915, præmieret)